# Harry Koch
Harry Koch (ur. 15 listopada 1969 w Bambergu) – niemiecki piłkarz występujący na pozycji obrońcy.

## Kariera piłkarska
Koch karierę rozpoczynał w amatorskim SV Hallstadt. Potem był graczem klubu TSV Vestenbergsgreuth. W 1995 roku trafił do 1. FC Kaiserslautern. W Bundeslidze zadebiutował 11 sierpnia 1995 w zremisowanym 1:1 meczu z Borussią Dortmund. Od czasu debiutu był podstawowym graczem Kaiserslautern. W sezonie 1995/1996 zdobył z klubem Puchar Niemiec. W tym samym sezonie spadł z nim do 2. Bundesligi. Po jednym sezonie powrócił z zespołem do ekstraklasy. W sezonie 1997/1998 zdobył z Kaiserslautern mistrzostwo Niemiec. 19 września 1999 w wygranym 2:0 spotkaniu z Hamburgerem SV strzelił pierwszego gola w trakcie gry w Bundeslidze. W sezonie 2002/2003 dotarł z klubem do finału Pucharu Niemiec, jednak przegrał tam on 1:3 z Bayernem Monachium. W 2003 roku odszedł do drugoligowego Eintrachtu Trewir. W sezonie 2004/2005 spadł z zespołem do Regionalligi. W 2006 roku zakończył karierę.

## Kariera trenerska
Od 2006 roku jest trenerem klubu SV Dörbach.